# Faverolles (Eure-et-Loir)
Faverolles é uma comuna francesa na região administrativa do Centro, no departamento de Eure-et-Loir. Estende-se por uma área de 9,94 km². Em 2010 a comuna tinha 868 habitantes (densidade: 87,3 hab./km²).